# João da Silva
Pour les articles homonymes, voir João Silva et Silva.
João Batista Eugênio da Silva (né le 22 août 1963 à João Pessoa) est un athlète brésilien spécialiste du sprint. Affilié à l'AAUGF, il mesure 1,78 m pour 74 kg.

## Biographie

### Palmarès
| Date | Compétition            | Lieu        | Résultat | Épreuve    | Performance |
| ---- | ---------------------- | ----------- | -------- | ---------- | ----------- |
| 1983 | Championnats du monde  | Helsinki    | 8e       | 200 mètres | 20 s 80     |
| 1983 | Jeux panaméricains     | Caracas     | 3e       | 4 × 400 m  | 39 s 08     |
| 1984 | Jeux olympiques        | Los Angeles | 4e       | 200 mètres | 20 s 30     |
| 1985 | Jeux mondiaux en salle | Paris       | 3e       | 200 mètres | 21 s 19     |

### Records
| Épreuve    | Performance | Lieu        | Date |
| ---------- | ----------- | ----------- | ---- |
| 200 mètres | 20 s 30     | Los Angeles | 1984 |
| 400 mètres | 45 s 95     |             | 1986 |